# Euxoa carbonis
Euxoa carbonis là một loài bướm đêm trong họ Noctuidae.